# PASIO〜パッシオ
「PASIO〜パッシオ」は、島谷ひとみの23枚目のシングル。2006年11月15日にavex traxよりリリースされた。
PASIO〜パッシオ
スペイン語で「情熱」を意味するタイトル通り、情熱的な男性との恋の駆け引きを歌った、アップテンポでフォルクローレなラテン・ナンバー。島谷のエキゾチックな雰囲気づくりに一役買った康珍化が4年ぶりに作詞を担当。。ミュージックビデオは奇術師のYUSHIが共演し、マジック仕立ての大がかりなものになっている。
True Blue
友と別れても共に過ごした思い出を大切にし前へ進んでいこうというバラード調のエール・ソング。アニメ番組『うえきの法則』のオープニングテーマに起用された「Falco-ファルコ-」がスタッフに気に入られ、最終回用の曲のオファーを受けて制作された。
追憶
スターダストレビューのカバー。弦楽器中心にアレンジされたバラードを、島谷は上品かつ艶やかに歌いこなしている。

## 収録曲
「CDのみ」と「CD+DVD」の2形態で発売され、それぞれ特別ライブ『crossover II』（同年10月開催）から1曲ずつ収録されている。

### CD
1. PASIO〜パッシオ
作詞:康珍化 / 作曲・編曲:酒井ミキオ
日本テレビ系『NNN Newsリアルタイム』エンタメSPORTSテーマソング
日本テレビ系『GOOD LOOKIN′CLUB』エンディングテーマ
2. True Blue
作詞:鈴木美穂 / 作曲・編曲:柳沢英樹
テレビ東京系アニメ『うえきの法則』最終回挿入歌[3]。
3. 追憶 (Live track〜from Special Live "crossover II")
『crossover II』のライブ音源である。「CDのみ」に収録。
4. PASIO〜パッシオ (Instrumental)
5. True Blue (Instrumental)

### DVD
1. PASIO〜パッシオ (music clip)
表題曲のプロモーションビデオ(PV)。
2. Destiny-太陽の花- (Live clip〜from Special Live "crossover II")
『crossover II』ライブ映像。